# Bertram Smythies
Bertram Evelyn „Bill“ Smythies (* 11. Juli 1912 in Nainital, Indien; † 27. Juni 1999 in Redhill, Surrey) war ein britischer Forstbeamter und Ornithologe.

## Leben
Smythies war der ältere Bruder des Neurowissenschaftlers John Raymond Smythies (1922–2019). Sein Vater Evelyn A. Smythies war Forstwirt in Uttar Pradesh und in den 1940er Jahren oberster Waldkonservator von Nepal. Seine Mutter Olive Smythies, geborene Cripps, schrieb das Buch The Tiger Lady. Nach der Schule in Großbritannien studierte Smythies Botanik und Forstwirtschaft am Balliol College in Oxford.
Bills Großvater Arthur Smythies (1847–1934) kam 1873 nach Indien, wo er dem Indian Forest Service beitrat und bis 1902 in der Gegend von Dehra Dun tätig war. Smythies Vater Evelyn hatte einen Abschluss in Forstwirtschaft und Geologie von Oxford und diente im Indian Forest Service von 1908 bis 1940. Er nahm einen Vertragsposten als Forstberater des Maharadschas von Nepal an und zog nach 1940 nach Kathmandu, wo er bis 1947 blieb. Während dieser Zeit besuchte Bertram Smythies seinen Vater in Nepal und hatte Zugang zu Orten, die normalerweise von Ausländer nicht betreten werden durften.
Bertram Smythies trat 1934 in den burmesischen Forstdienst ein. Während dieser Zeit erforschte er mit seinem Jingpo-Führer und Freund Sumdu Mai die Flora und Avifauna Burmas. Er sprach fließend Burmesisch, Jingpo, Malaiisch und Iban. Er war ein großer Bewunderer des britischen Botanikers und Naturforschers Frank Kingdon-Ward.
Im Januar 1949 wurde Smythies zum Colonial Forest Service in Sarawak berufen, wo er 15 Jahre lang tätig war. Im Alter von 52 Jahren verließ er Sarawak. 1964 heiratete er Florence Mary (Jill) Rogers, eine botanische Illustratorin. Die nächsten fünfzehn Jahre verbrachte er in den spanischen Sierras, den Bergen Großbritanniens, den Alpen und den Pyrenäen, bevor er nach England zog.
1986 stiftete Bertram Smythies den Jill Smythies Award zu Ehren seiner Frau, deren Karriere als botanische Künstlerin durch eine Verletzung ihrer rechten Hand infolge eines Unfalls verkürzt worden war. Er wird seit 1988 jährlich von der Linnean Society of London „an einen botanischen Künstler in Anerkennung hervorragender publizierter Illustrationen, wie Zeichnungen oder Abbildungen, zur Unterstützung der Pflanzenbestimmung“ vergeben, „wobei der Schwerpunkt auf botanischer Genauigkeit und der akkuraten Darstellung diagnostischer Merkmale liegt“. Die Teilnahmekriterien legen fest, dass der Preis für botanische Kunst vergeben wird, „die eine Hilfe zur Identifizierung und eine Darstellung diagnostischer Merkmale ist“, und schließen Blumenbilder, „die lediglich künstlerisch sind“, und „Illustrationen von Kultivaren aus dem Garten“ aus. Jill Smythies starb 1994.

## Schriften (Auswahl)
- The Birds of Burma, 1940
- The Birds of Borneo, 1960 (mit Neuauflagen in den Jahren 1968 und 1981)[4]
- Common Sarawak Trees, 1965
- (mit Oleg Polunin und Jill Smythies): Flowers of South-West Europe, 1973
- Flora of Spain and the Balearic Islands. Englera 3:1–88, 1984
- (mit Oleg Polunin): Flowers of Greece, 1987